# فرد هاو
فرد هاو (بالإنجليزية: Fred Howe (1895)‏ (1895 في المملكة المتحدة - ) هو لاعب كرة قدم بريطاني (وحمل سابقاً جنسية المملكة المتحدة لبريطانيا العظمى وأيرلندا) في مركز نصف الجناح. لعب مع كوفنتري سيتي ونادي برينتفورد وWellingborough Town F.C. ‏ وPeterborough & Fletton United F.C. ‏.